# Sputnik
För andra betydelser, se Sputnik (olika betydelser).

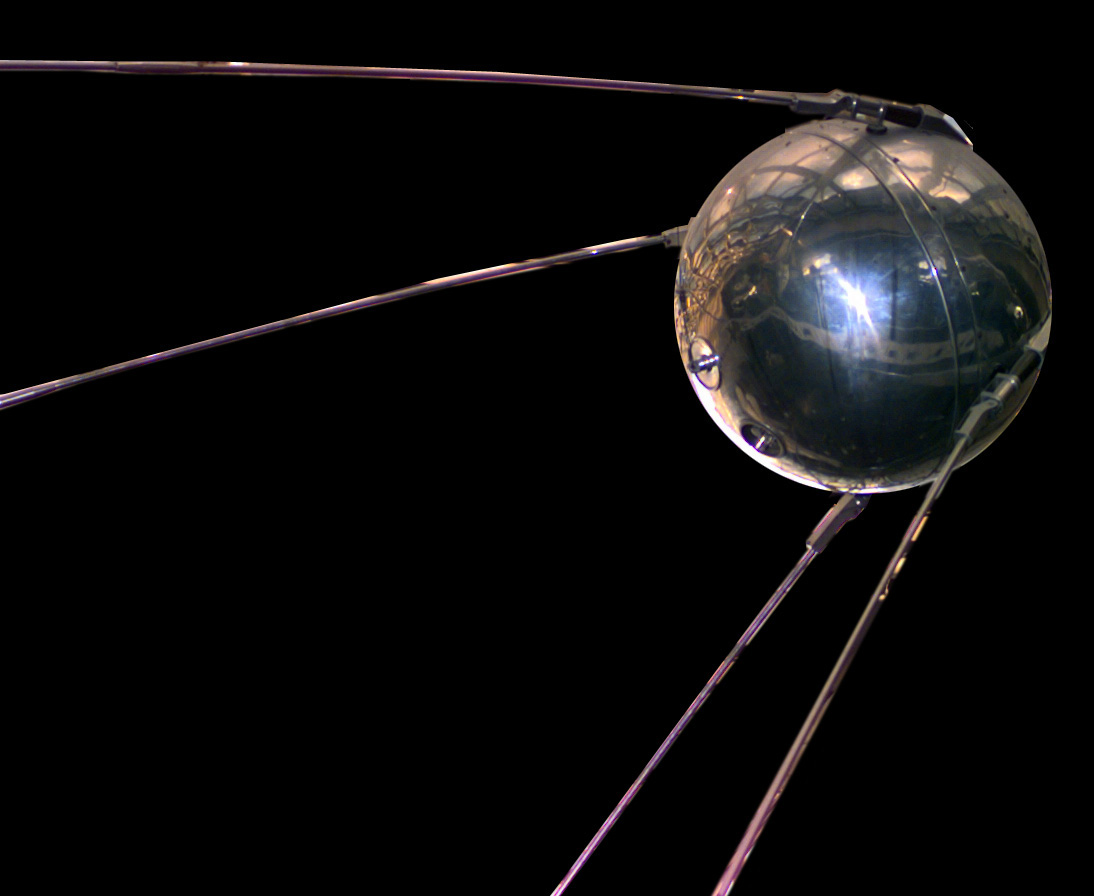
Modell av Sputnik 1

Sputnik (ryska Спутник, ’färdkamrat’) var ett sovjetiskt rymdprogram där satelliter sändes upp i omloppsbana runt jorden. Den första satelliten i programmet (Sputnik 1) blev 1957 det första föremålet tillverkat av människor i omloppsbana runt jorden, vilket fick stor påverkan på kalla kriget.

## Bakgrund
Den första satelliten som skickades upp från den sovjetiska Kosmodromen i Bajkonur, den 4 oktober 1957 var Sputnik 1. Satelliten skapade stor uppståndelse över hela världen. 
En månad senare skickade man upp nästa satellit i programmet, Sputnik 2, som hade med sig hunden Lajka på sin färd. Satelliten sköts upp 3 november 1957 och stannade i omloppsbana under 162 dygn innan den återinträdde i jordens atmosfär den 14 april 1958 och brann upp. Lajka var då sedan länge död. Under tiden i omloppsbana samlade ryssarna data till sitt rymdprogram.
De två följande satelliterna innehöll instrument för att bland annat avläsa strålningsstyrkan i van Allen-bältet. Sputnik 5 följde sedan 19 augusti 1960, vilken hade en mängd djur och växter med sig, vilka till skillnad från Lajka (Sputnik 2) togs levande tillbaka till jorden.

## Fortsättning
Efter de tre första uppskjutningarna övergick Sputnik i huvudsak till satellitserien Korabl (ryska för 'skepp'; se Sputnik 4). Denna var föregångare till Vostok, den första bemannade rymdfarkosten. I västerländska medier nämndes en rad vidare ryska rymdsatelliter som "Sputnik" (inklusive Venera).